# Marco Tangheroni
Marco Tangheroni (Pisa, 24 febbraio 1946 – Pisa, 11 febbraio 2004) è stato uno storico e medievista italiano.

## Biografia
Dopo aver frequentato il primo anno della Facoltà di Lettere a Pisa si trasferì con la famiglia a Cagliari, dove si laureò nel giugno 1968. Dopo aver insegnato a Barcellona e a Cagliari, rientrò a Pisa come assistente alla cattedra di Storia medievale. Nel 1980 vinse il concorso per professore ordinario, e per un triennio insegnò nella Facoltà di Magistero dell'Università di Sassari, dove fu anche Direttore dell'Istituto di Storia e, nel biennio 1982-1983, Preside di Facoltà. Fu richiamato a Pisa nel 1983 come  professore ordinario di Storia del commercio e della navigazione, e poi, nel 1987, di Storia medievale. 
Gli studi e le ricerche di Marco Tangheroni furono orientati prevalentemente alla storia medievale mediterranea, in particolare di Catalogna, Sardegna, Toscana e Pisa, e sono testimoniati da oltre 130 articoli pubblicati in atti di congressi e su riviste italiane e straniere, oltre che da diversi volumi monografici. Relatore in numerosi congressi internazionali, collaborò alla New Cambridge Medieval History. Da ultimo era stato Direttore scientifico della mostra “Pisa e il Mediterraneo”, tenutasi dal settembre 2003 al gennaio 2004.

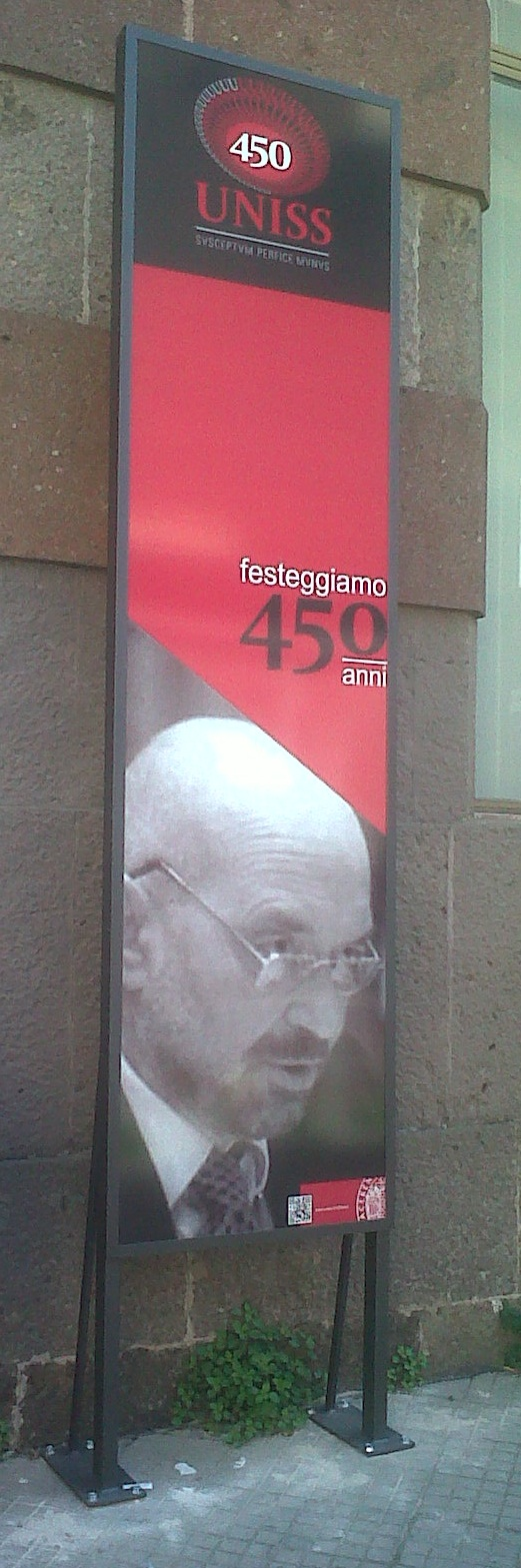
Totem celebrativo dell'Università di Sassari raffigurante Marco Tangheroni

Collaborò a quotidiani (Avvenire, Il Messaggero Veneto, L'Unione Sarda, Il Secolo d'Italia, Il Tirreno) e a mensili (Jesus, Cristianità, Percorsi) e curò l'edizione italiana di autori poco conosciuti, come il "moralista" francese Gustave Thibon, Jacques Heers, San Luigi Maria Grignion da Montfort. Partecipò all'associazione Alleanza Cattolica.
Già esponente del FUAN, in occasione delle elezioni amministrative del 1994 si candidò alla carica di sindaco di Pisa, ricevendo il sostegno di Forza Italia, Alleanza Nazionale e Centro Cristiano Democratico; fu sconfitto al primo turno dal candidato progressista Piero Floriani, venendo tuttavia eletto consigliere comunale. Lasciò Palazzo Gambacorti nel novembre 1995.
Successivamente ricoprì l'incarico di consigliere di amministrazione del Teatro «Giuseppe Verdi» di Pisa ed entrò a far parte della Deputazione della Fondazione Cassa di Risparmio di Pisa. Fu insignito dell'Ordine del Cherubino dell'Università di Pisa e della cittadinanza onoraria del Comune di Iglesias.
Nell'Università di Pisa fu direttore del dipartimento di Medievistica, membro del Consiglio di Amministrazione dell'Università, Prorettore nel 1994, componente del Nucleo di valutazione e infine direttore del Dipartimento di Storia dal 3 febbraio 2004; morì otto giorni dopo, per le complicazioni di una malattia renale, lasciando la moglie Patrizia Paoletti, deputata di Forza Italia, e tre figlie adottive, originarie del Rwanda.

## Omaggi
- Nella sua città natale, Pisa, gli è stata dedicata una galleria urbana.[1]
- Il comune di Iglesias gli ha intitolato una via il 14 agosto 2009.
- Nell'ambito dei festeggiamenti per i 450 anni dell'Università di Sassari, la sua immagine è stata apposta all'esterno del Polo Umanistico dell'Ateneo.
- A vent'anni dalla sua scomparsa, Alleanza Cattolica gli ha dedicato un volume di scritti militanti curato da Oscar Sanguinetti e con la prefazione di Mauro Ronco (Editrice Cristianità, 2024).[2][3]

## Pubblicazioni principali
- Gli Alliata: una famiglia pisana nel Medioevo, CEDAM-Casa Editrice Dott. Antonio Milani, Padova, 1969.
- Politica, commercio, agricoltura a Pisa nel Trecento, Pacini Editore, Pisa, 1973 (II edizione 1984, ristampa: Pisa University Press, Pisa, 2002).
- Aspetti del commercio dei cereali nei paesi della Corona d'Aragona, I, La Sardegna, Centro di Studi sui rapporti italo-iberici, Cagliari, 1981 (ristampa: Pacini Editore, Pisa, 1984).
- Sardegna Mediterranea, Collana Fonti e studi del Corpus membranarum italicarum, Studi e Ricerche, Serie I, Volume XXIII, Il Centro di Ricerca, Roma, 1983.
- La città dell'argento: Iglesias dalle origini alla fine del Medioevo, Liguori Editore, Napoli, 1985.
- Medioevo Tirrenico, Pacini Editore, Pisa, 1992.
- Commercio e navigazione nel Medioevo, Editori Laterza, Roma-Bari, 1996.
- Pisa e il Mediterraneo: uomini, merci e idee dagli Etruschi ai Medici, Skira (2003) ISBN 9788884915207
- Della Storia: in margine ad aforismi di Nicolás Gómez Dávila, Sugarco Edizioni, Milano, 2008 (pubblicato postumo).
- Cristianità, modernità, rivoluzione, Sugarco Edizioni, Milano, 2009 (pubblicato postumo).